# Theodor Altermann
Theodor Altermann   (Pahkla, 24 de novembre de 1885 - Tallinn, 1 d'abril de 1915) va ser un actor, director de teatre i productor de l'Imperi Rus.

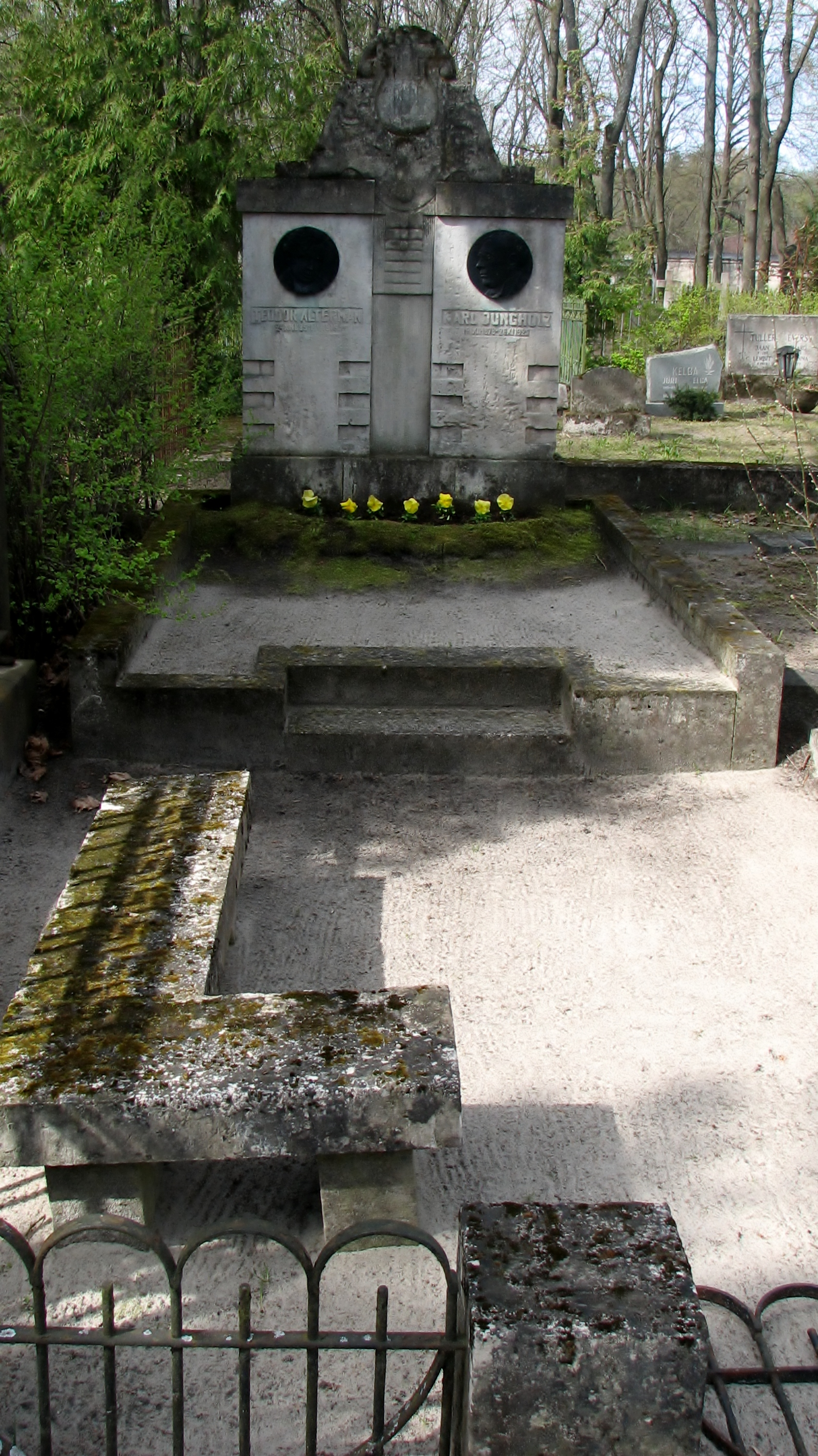
Tomba d'Altermann, a l'esquerra, al costat de la de Karl Jungholz, al cementiri de Siselinna, Tallinn

El seu pare era Jüri Altermann, la seva mare era Miina Nurm.